# Sosnowiec
Sosnowiec (udtale: en. /sɒsˈnɒvjɛts/;  amerikansk /-ˈnɔːv-, -ˈnoʊv-/;  polsk [sɔsˈnɔvjɛts]  ( hør);  tysk: Sosnowice, Sosnowitz;  russisk: Сосновец, transskriberet: Sosnovyets;  Schlesisk : Sosnowjec) er en industriby i den østlige centrale del af  voivodskabet Schlesien i Dąbrowa Basinet (en) i det sydlige Polen. Sosnowiec   har 185.930(2024) indbyggere og et areal på  	90,16 km², og er et selvstændigt  bypowiat. Den ligger i  den østlige del af Det Øvre Schlesiske Industriområde, en af byerne i Katowice-byområdet, som er et byområde med en samlet befolkning på 2,7 millioner mennesker; samt det større Katowice-Ostrava storbyområde befolket af omkring 5,3 millioner mennesker.

## Geografi
Sosnowiec fungerer som et af de administrative centre i det geografiske og historiske område i det sydlige Polen kendt som Zagłębie Dąbrowskie (Dąbrowa-bassinet). Det ligger inden for den historiske region Lillepolen region nær grænsen til Schlesien. Det er placeret omkring 10 km nordøst for centrum af Katowice og 65 km nordvest af Kraków, beliggende i Schlesiske højland ved floderne Brynica og Przemsza, der er  bifloder til Wisła.

## History
Som en del af Den polsk-litauiske realunion tilhørte Sosnowiec Kraków voivodskab i den større provins Lillepolen. Den blev en grænseby efter at det tilstødende Hertugdømmet Schlesien overgik til Bøhmiske krone i 1335. Som resultat af den Polens tredje deling i 1795, blev det imidlertid beslaglagt af Kongeriget Preussen og blev inkluderet i den nyoprettede provins Ny Schlesien.